# Walter Eich
Walter Eich (1925. május 27. – Bern, 2018. június 1.) svájci labdarúgókapus.

## Sikerei, díjai
BSC Young Boys
- Svájci bajnokság
  - bajnok (4): 1956–57, 1957–58, 1958–59, 1959–60
- Svájci kupa
  - győztes (2): 1953, 1958